# Girl friends – Freundschaft mit Herz/Episodenliste
Diese Episodenliste enthält alle Episoden der deutschen ZDF-Fernsehserie girl friends – Freundschaft mit Herz. Die Fernsehserie umfasst 87 Folgen (darunter 5 Doppelfolgen) in sieben Staffeln.

## Übersicht
| Staffel | Episodenanzahl | Erstausstrahlung   | Erstausstrahlung  |
| Staffel | Episodenanzahl | Staffelpremiere    | Staffelfinale     |
| ------- | -------------- | ------------------ | ----------------- |
| 1       | 12             | 26. Dezember 1995  | 12. März 1996     |
| 2       | 12             | 19. März 1996      | 11. Juni 1996     |
| 3       | 12             | 7. Oktober 1997    | 30. Dezember 1997 |
| 4       | 12             | 22. September 1998 | 15. Dezember 1998 |
| 5       | 13             | 16. Januar 2002    | 24. April 2002    |
| 6       | 12             | 17. März 2004      | 16. Juni 2004     |
| 7       | 12             | 7. Dezember 2005   | 13. Oktober 2008  |

## Staffel 1
Die erste Staffel von girl friends – Freundschaft mit Herz umfasst 12 Episoden, darunter eine Doppelfolge zum Staffelstart, und hatte ihre Premiere am 26. Dezember 1995 auf dem Sender ZDF. Das Finale wurde am  12. März 1996 gesendet.
| Nr. (ges.) | Nr. (St.) | Originaltitel               | Erstausstrahlung D | Regie             | Drehbuch                 |
| ---------- | --------- | --------------------------- | ------------------ | ----------------- | ------------------------ |
| 1          | 1a        | Alles hat ein Ende – Teil 1 | 26. Dez. 1995      | Christine Kabisch | Christian Pfannenschmidt |
| 1          | 1b        | Alles hat ein Ende – Teil 2 | 26. Dez. 1995      | Christine Kabisch | Christian Pfannenschmidt |
| 2          | 2         | Höhenangst                  | 2. Jan. 1996       | Christine Kabisch | Christian Pfannenschmidt |
| 3          | 3         | Verknallt                   | 9. Jan. 1996       | Christine Kabisch | Christian Pfannenschmidt |
| 4          | 4         | Schrecksekunden             | 16. Jan. 1996      | Christine Kabisch | Christian Pfannenschmidt |
| 5          | 5         | Indiskret                   | 23. Jan. 1996      | Christine Kabisch | Christian Pfannenschmidt |
| 6          | 6         | Stocksauer                  | 30. Jan. 1996      | Christine Kabisch | Christian Pfannenschmidt |
| 7          | 7         | Ausgeflippt                 | 6. Feb. 1996       | Christine Kabisch | Christian Pfannenschmidt |
| 8          | 8         | Unverdünnte Hölle           | 13. Feb. 1996      | Christine Kabisch | Christian Pfannenschmidt |
| 9          | 9         | Flucht nach vorn            | 20. Feb. 1996      | Christine Kabisch | Christian Pfannenschmidt |
| 10         | 10        | Abwärts                     | 27. Feb. 1996      | Christine Kabisch | Christian Pfannenschmidt |
| 11         | 11        | Zündstoff                   | 5. März 1996       | Christine Kabisch | Christian Pfannenschmidt |
| 12         | 12        | Kuss oder Schluss           | 12. März 1996      | Christine Kabisch | Christian Pfannenschmidt |

## Staffel 2
Die zweite Staffel von girl friends – Freundschaft mit Herz umfasst 13 Episoden und hatte ihre Premiere am 19. März 1996 auf dem Sender ZDF. Das Finale wurde am 11. Juni 1996 gesendet.
| Nr. (ges.) | Nr. (St.) | Originaltitel         | Erstausstrahlung D | Regie             | Drehbuch                 |
| ---------- | --------- | --------------------- | ------------------ | ----------------- | ------------------------ |
| 13         | 1         | Fuchsteufelswild      | 19. März 1996      | Christine Kabisch | Christian Pfannenschmidt |
| 14         | 2         | Unter Verdacht        | 26. März 1996      | Christine Kabisch | Christian Pfannenschmidt |
| 15         | 3         | Star-Allüren          | 2. Apr. 1996       | Christine Kabisch | Christian Pfannenschmidt |
| 16         | 4         | Wutentbrannt          | 9. Apr. 1996       | Christine Kabisch | Christian Pfannenschmidt |
| 17         | 5         | Schockiert            | 16. Apr. 1996      | Christine Kabisch | Christian Pfannenschmidt |
| 18         | 6         | Dunkle Vergangenheit  | 23. Apr. 1996      | Christine Kabisch | Christian Pfannenschmidt |
| 19         | 7         | Attacke               | 30. Apr. 1996      | Karin Hercher     | Christian Pfannenschmidt |
| 20         | 8         | Belastungsprobe       | 7. Mai 1996        | Karin Hercher     | Christian Pfannenschmidt |
| 21         | 9         | Kind und Karriere     | 14. Mai 1996       | Karin Hercher     | Christian Pfannenschmidt |
| 22         | 10        | Frauensache           | 28. Mai 1996       | Christine Kabisch | Christian Pfannenschmidt |
| 23         | 11        | Freundschaftsbeweis   | 4. Juni 1996       | Christine Kabisch | Christian Pfannenschmidt |
| 24         | 12        | Der Mann aus Montauk  | 11. Juni 1996      | Christine Kabisch | Christian Pfannenschmidt |
| 25         | 13        | Fünf Sterne für Marie | 11. Juni 1996      | Christine Kabisch | Christian Pfannenschmidt |

## Staffel 3
Die dritte Staffel von girl friends – Freundschaft mit Herz umfasst 12 Episoden, darunter eine Doppelfolge zum Staffelstart, und hatte ihre Premiere am 7. Oktober 1997 auf dem Sender ZDF. Das Finale wurde am 30. Dezember 1997 gesendet.
| Nr. (ges.) | Nr. (St.) | Originaltitel             | Erstausstrahlung D | Regie             | Drehbuch                 |
| ---------- | --------- | ------------------------- | ------------------ | ----------------- | ------------------------ |
| 26         | 1a        | Feuer und Flamme – Teil 1 | 7. Okt. 1997       | Christine Kabisch | Christian Pfannenschmidt |
| 26         | 1b        | Feuer und Flamme – Teil 2 | 7. Okt. 1997       | Christine Kabisch | Christian Pfannenschmidt |
| 27         | 2         | Hansson’s Geheimnis       | 14. Okt. 1997      | Christine Kabisch | Christian Pfannenschmidt |
| 28         | 3         | Wahre Treue               | 21. Okt. 1997      | Christine Kabisch | Christian Pfannenschmidt |
| 29         | 4         | Geschwisterliebe          | 28. Okt. 1997      | Christine Kabisch | Christian Pfannenschmidt |
| 30         | 5         | Der Heiratsantrag         | 11. Nov. 1997      | Bettina Woernle   | Christian Pfannenschmidt |
| 31         | 6         | In die Karten geguckt     | 18. Nov. 1997      | Bettina Woernle   | Christian Pfannenschmidt |
| 32         | 7         | Eifersucht                | 25. Nov. 1997      | Bettina Woernle   | Christian Pfannenschmidt |
| 33         | 8         | Elfie in Angst            | 2. Dez. 1997       | Bettina Woernle   | Christian Pfannenschmidt |
| 34         | 9         | Marie räumt auf           | 9. Dez. 1997       | Richard Engel     | Christian Pfannenschmidt |
| 35         | 10        | Abschied                  | 16. Dez. 1997      | Richard Engel     | Christian Pfannenschmidt |
| 36         | 11        | Alleingelassen            | 23. Dez. 1997      | Richard Engel     | Christian Pfannenschmidt |
| 37         | 12        | Die gelben Schleifen      | 30. Dez. 1997      | Richard Engel     | Christian Pfannenschmidt |

## Staffel 4
Die vierte Staffel von girl friends – Freundschaft mit Herz umfasst 13 Episoden und hatte ihre Premiere am 22. September 1998 auf dem Sender ZDF. Das Finale wurde am 15. Dezember 1998 gesendet.
| Nr. (ges.) | Nr. (St.) | Originaltitel                    | Erstausstrahlung D | Regie             | Drehbuch                 |
| ---------- | --------- | -------------------------------- | ------------------ | ----------------- | ------------------------ |
| 38         | 1         | Der schönste Tag                 | 22. Sep. 1998      | Christine Kabisch | Christian Pfannenschmidt |
| 39         | 2         | Hotelarzt Dr. Beck               | 1. Okt. 1998       | Christine Kabisch | Christian Pfannenschmidt |
| 40         | 3         | Großer Schock und kleiner Shaker | 6. Okt. 1998       | Christine Kabisch | Christian Pfannenschmidt |
| 41         | 4         | Herz und Hund                    | 13. Okt. 1998      | Christine Kabisch | Christian Pfannenschmidt |
| 42         | 5         | Der Besuch aus Mallorca          | 20. Okt. 1998      | Christine Kabisch | Christian Pfannenschmidt |
| 43         | 6         | Voller Zweifel                   | 27. Okt. 1998      | Christine Kabisch | Christian Pfannenschmidt |
| 44         | 7         | Traurige Wahrheit                | 3. Nov. 1998       | Christine Kabisch | Christian Pfannenschmidt |
| 45         | 8         | Böse Geister                     | 10. Nov. 1998      | Christine Kabisch | Christian Pfannenschmidt |
| 46         | 9         | Kreuzweg des Lebens              | 17. Nov. 1998      | Christine Kabisch | Christian Pfannenschmidt |
| 47         | 10        | Überraschungen                   | 24. Nov. 1998      | Christine Kabisch | Christian Pfannenschmidt |
| 48         | 11        | Tschüß, Frau Stade!              | 1. Dez. 1998       | Christine Kabisch | Christian Pfannenschmidt |
| 49         | 12        | Großvaterfreuden                 | 8. Dez. 1998       | Christine Kabisch | Christian Pfannenschmidt |
| 50         | 13        | Doppelhochzeit                   | 15. Dez. 1998      | Christine Kabisch | Christian Pfannenschmidt |

## Staffel 5
Die fünfte Staffel von girl friends – Freundschaft mit Herz umfasst 13 Episoden, darunter eine Doppelfolge zum Staffelstart, und hatte ihre Premiere am 16. Januar 2002 auf dem Sender ZDF. Das Finale wurde am 24. April 2002 gesendet.
| Nr. (ges.) | Nr. (St.) | Originaltitel                    | Erstausstrahlung D | Regie                 | Drehbuch                 |
| ---------- | --------- | -------------------------------- | ------------------ | --------------------- | ------------------------ |
| 51         | 1a        | Ich kämpfe um mein Kind – Teil 1 | 16. Jan. 2002      | Bettina Woernle       | Christian Pfannenschmidt |
| 51         | 1b        | Ich kämpfe um mein Kind – Teil 2 | 16. Jan. 2002      | Bettina Woernle       | Christian Pfannenschmidt |
| 52         | 2         | Frischer Wind                    | 23. Jan. 2002      | Bettina Woernle       | Christian Pfannenschmidt |
| 53         | 3         | Vaterliebe                       | 6. Feb. 2002       | Bettina Woernle       | Christian Pfannenschmidt |
| 54         | 4         | Ein schwerer Schlag              | 20. Feb. 2002      | Bettina Woernle       | Christian Pfannenschmidt |
| 55         | 5         | Mobbing                          | 27. Feb. 2002      | Walter Weber          | Christian Pfannenschmidt |
| 56         | 6         | Gerüchteküche                    | 6. März 2002       | Walter Weber          | Christian Pfannenschmidt |
| 57         | 7         | Das Leben ist kein Wunschkonzert | 13. März 2002      | Walter Weber          | Christian Pfannenschmidt |
| 58         | 8         | Abschiedsblicke                  | 20. März 2002      | Walter Weber          | Christian Pfannenschmidt |
| 59         | 9         | Liebesgeflüster                  | 27. März 2002      | Richard Engel         | Christian Pfannenschmidt |
| 60         | 10        | Entscheidungen                   | 3. Apr. 2002       | Franziska Meyer Price | Christian Pfannenschmidt |
| 61         | 11        | Verraten und verkauft            | 10. Apr. 2002      | Franziska Meyer Price | Christian Pfannenschmidt |
| 62         | 12        | Verlorene Illusionen             | 17. Apr. 2002      | Franziska Meyer Price | Christian Pfannenschmidt |
| 63         | 13        | Demnächst auf Wolke 7            | 24. Apr. 2002      | Franziska Meyer Price | Christian Pfannenschmidt |

## Staffel 6
Die sechste Staffel von girl friends – Freundschaft mit Herz umfasst 12 Episoden, darunter eine Doppelfolge zum Staffelstart, und hatte ihre Premiere am 17. März 2004 auf dem Sender ZDF. Das Finale wurde am 16. Juni 2004 gesendet.
| Nr. (ges.) | Nr. (St.) | Originaltitel             | Erstausstrahlung D | Regie           | Drehbuch                 |
| ---------- | --------- | ------------------------- | ------------------ | --------------- | ------------------------ |
| 64         | 1a        | Alles auf Anfang – Teil 1 | 17. März 2004      | Walter Weber    | Christian Pfannenschmidt |
| 64         | 1b        | Alles auf Anfang – Teil 2 | 17. März 2004      | Walter Weber    | Christian Pfannenschmidt |
| 65         | 2         | Wiedersehen               | 24. März 2004      | Walter Weber    | Christian Pfannenschmidt |
| 66         | 3         | Ein schöner Tag           | 31. März 2004      | Walter Weber    | Christian Pfannenschmidt |
| 67         | 4         | Angst und Bange           | 7. Apr. 2004       | John Delbridge  | Christian Pfannenschmidt |
| 68         | 5         | Betrug                    | 14. Apr. 2004      | John Delbridge  | Christian Pfannenschmidt |
| 69         | 6         | Voodoo                    | 21. Apr. 2004      | John Delbridge  | Christian Pfannenschmidt |
| 70         | 7         | Die Stunde der Wahrheit   | 5. Mai 2004        | Walter Weber    | Christian Pfannenschmidt |
| 71         | 8         | Familiengefühle           | 12. Mai 2004       | John Delbridge  | Christian Pfannenschmidt |
| 72         | 9         | Falsche Freunde           | 19. Mai 2004       | Walter Weber    | Christian Pfannenschmidt |
| 73         | 10        | Von Leben und Tod         | 26. Mai 2004       | Walter Weber    | Christian Pfannenschmidt |
| 74         | 11        | Geld oder Liebe           | 9. Juni 2004       | Thomas Herrmann | Christian Pfannenschmidt |
| 75         | 12        | Tabu                      | 16. Juni 2004      | Thomas Herrmann | Christian Pfannenschmidt |

## Staffel 7
Die siebte Staffel von girl friends – Freundschaft mit Herz umfasst 12 Episoden, darunter eine Doppelfolge zum Staffelstart, und hatte ihre Premiere am 7. Dezember 2005 auf dem Sender ZDF. Das Finale wurde am 13. Oktober 2007 gesendet.
| Nr. (ges.) | Nr. (St.) | Originaltitel                     | Erstausstrahlung D | Regie           | Drehbuch                 |
| ---------- | --------- | --------------------------------- | ------------------ | --------------- | ------------------------ |
| 76         | 1a        | Wiedersehen auf Guernsey – Teil 1 | 7. Dez. 2005       | John Delbridge  | Christian Pfannenschmidt |
| 76         | 1b        | Wiedersehen auf Guernsey – Teil 2 | 7. Dez. 2005       | John Delbridge  | Christian Pfannenschmidt |
| 77         | 2         | Abgestürzt                        | 14. Dez. 2005      | John Delbridge  | Christian Pfannenschmidt |
| 78         | 3         | Lauter Lügen                      | 11. Aug. 2007      | John Delbridge  | Christian Pfannenschmidt |
| 79         | 4         | Tanz des Lebens                   | 18. Aug. 2007      | Thomas Herrmann | Christian Pfannenschmidt |
| 80         | 5         | Jasko                             | 25. Aug. 2007      | Thomas Herrmann | Christian Pfannenschmidt |
| 81         | 6         | Vater und Sohn                    | 1. Sep. 2007       | Thomas Herrmann | Christian Pfannenschmidt |
| 82         | 7         | Liebe und Hiebe                   | 8. Sep. 2007       | Thomas Herrmann | Christian Pfannenschmidt |
| 83         | 8         | Machtspiele                       | 15. Sep. 2007      | Thomas Herrmann | Christian Pfannenschmidt |
| 84         | 9         | Soko Townhouse                    | 22. Sep. 2007      | Bodo Schwarz    | Christian Pfannenschmidt |
| 85         | 10        | In Gefahr                         | 29. Sep. 2007      | Bodo Schwarz    | Christian Pfannenschmidt |
| 86         | 11        | Sieger                            | 6. Okt. 2007       | Bodo Schwarz    | Christian Pfannenschmidt |
| 87         | 12        | Versteckspiele                    | 13. Okt. 2007      | Bodo Schwarz    | Christian Pfannenschmidt |